# Smoke + Mirrors
Smoke + Mirrors är det andra studioalbumet av det amerikanska rockbandet Imagine Dragons. Albumet släpptes den 17 februari 2015 via Interscope Records och föregicks av tre singlar; I Bet My Life, Gold och Shots.
Albumet blev en kommersiell succé och debuterade på förstaplatsen på Billboard 200-listan.

## Låtlista
Alla låtar är skrivna och komponerade av Imagine Dragons, förutom där annat anges. 
| 1.           | Shots                |                              |                              | 3:52  |
| 2.           | Gold                 | Alex da Kid, Imagine Dragons | Alex da Kid, Imagine Dragons | 3:36  |
| 3.           | Smoke And Mirrors    |                              |                              | 4:20  |
| 4.           | I'm So Sorry         |                              |                              | 3:50  |
| 5.           | I Bet My Life        |                              |                              | 3:14  |
| 6.           | Polaroid             |                              |                              | 3:51  |
| 7.           | Friction             |                              |                              | 3:21  |
| 8.           | It Comes Back to You |                              |                              | 3:37  |
| 9.           | Dream                | Alex da Kid, Imagine Dragons | Alex da Kid, Imagine Dragons | 4:18  |
| 10.          | Trouble              |                              |                              | 3:12  |
| 11.          | Summer               |                              |                              | 3:38  |
| 12.          | Hopeless Opus        |                              |                              | 4:01  |
| 13.          | The Fall             |                              |                              | 6:05  |
| Total längd: | Total längd:         | Total längd:                 | Total längd:                 | 50:55 |

| 14.          | Thief                                                | 3:47  |
| 15.          | The Unknown                                          | 3:24  |
| 16.          | Second Chances                                       | 3:37  |
| 17.          | Release                                              | 2:28  |
| 18.          | Warriors (från League of Legends World Championship) | 2:50  |
| Total längd: | Total längd:                                         | 67:01 |

| 19.          | Battle Cry (från Transformers: Age of Extinction) |                                           |                              | 4:32  |
| 20.          | Monster (från spelet Infinity Blade III)          | Imagine Dragons, Alex da Kid              | Alex da Kid, Imagine Dragons | 4:09  |
| 21.          | Who We Are (från The Hunger Games: Catching Fire) | Alex da Kid, Josh Mosser, Imagine Dragons | Alex da Kid, Josh Mosser     | 4:10  |
| 22.          | Shots - Broiler Remix                             |                                           | Broiler                      | 3:12  |
| Total längd: | Total längd:                                      | Total längd:                              | Total längd:                 | 83:00 |